# Код луде птице
Код луде птице је југословенска телевизијска серија, музичко-хумористичког типа, снимљена 1998. године у продукцији Радио-телевизије Србије и ”Авале плус”. Емитовано је 12 епизода у трајању од по 45 минута, које су режирали Михаило Вукобратовић и Владимир Алексић, сваки по 6 епизода. У серији се измењују комични заплети са музичким нумерама. Због велике популарности снимљена је и тринаеста, ”специјална” - Новогодишња епизода, која је емитована у Новогодишњој ноћи 31.12.1998. године.
Сценариста серије је професор ФДУ-а, Стеван Копривица, а оригиналну музику је компоновао Александар Сања Илић. По сопственој жељи, све дијалоге, за себе и свог партнера Бату Живојиновића написао је глумац Милан Гутовић.